# Município de Hamilton (condado de Warren, Ohio)
O município de Hamilton (em inglês: Hamilton Township) é um município localizado no condado de Warren no estado estadounidense de Ohio. No ano de 2010 tinha uma população de 23.556 habitantes e uma densidade populacional de 257,85 pessoas por km².

## Geografia
O município de Hamilton encontra-se localizado nas coordenadas 39° 19′ 02″ N, 84° 11′ 48″ O. Segundo a Departamento do Censo dos Estados Unidos, o município tem uma superfície total de 91.35 km², da qual 90.38 km² correspondem a terra firme e (1.07%) 0.97 km² é água.

## Demografia
Segundo o censo de 2010, tinha 23.556 pessoas residindo no município de Hamilton. A densidade populacional era de 257,85 hab./km².